# Sociedade Cultural José Martí
A Sociedade Cultural José Martí (em castelhano:  Sociedad Cultural José Martí, SCJM) é uma associação cultural de Cuba, fundada em 1995. Seu objetivo é promover a cultura cubana, a ideologia revolucionária de socialismo internacionalista na América Latina e a valorização das heranças latino-americanas. A Sociedade Cultural José Martí organiza eventos como festas, apresentações musicais, leituras de poesia, encontros culturais, festivais, sessões de cinema e clubes de leitura. Estas atividades culturais e políticas têm o objetivo de fortalecer os laços entre os povos e promover a reflexão sobre a sociedade.

## História

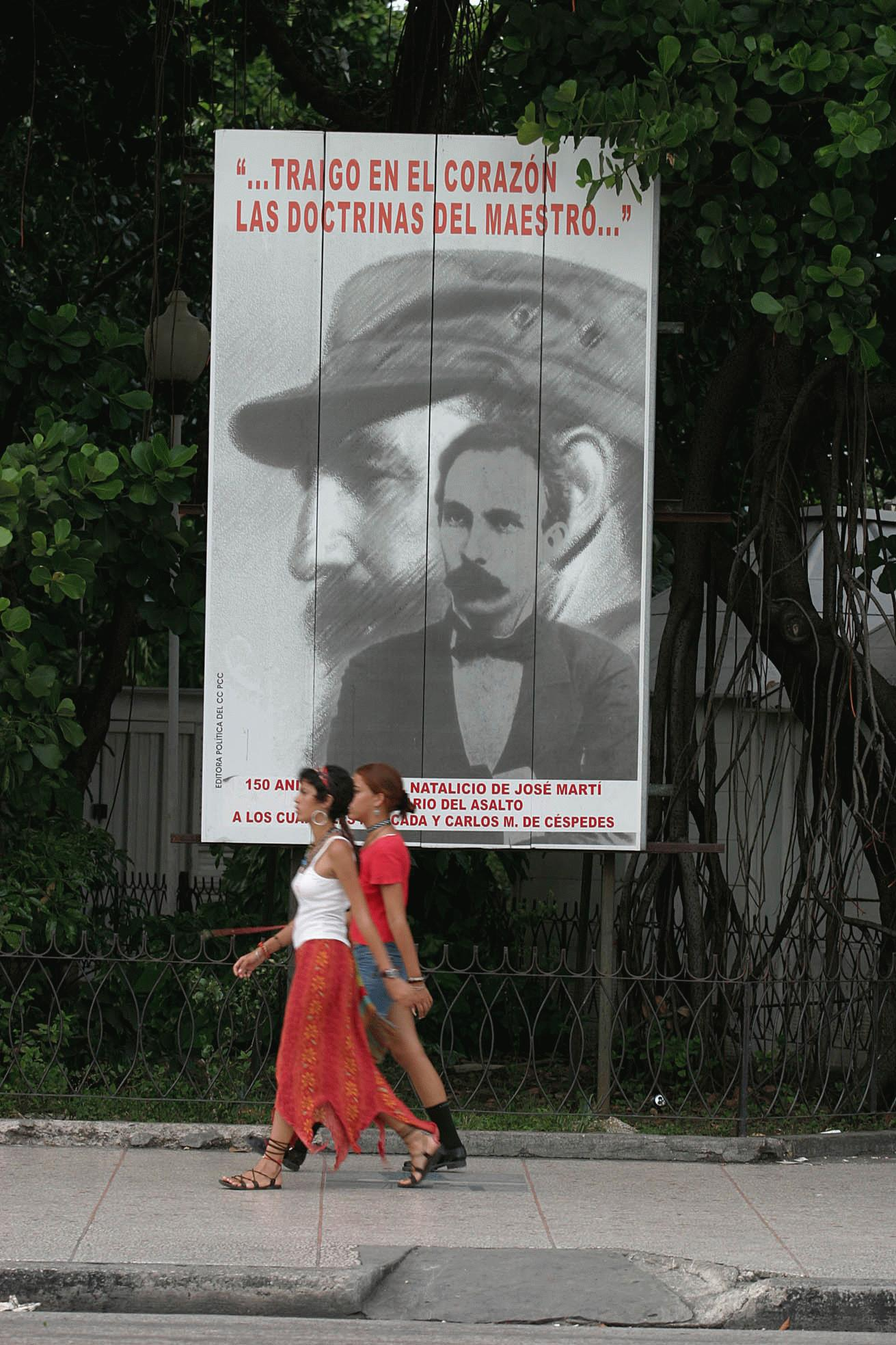
Um cartaz com a foto do Fidel Castro e José Martí com os dizeres "Trago em meu coração a doutrina do Maestro", em Havana, Cuba. A linha oficial do governo cubano sempre apresentou Fidel e Martí como símbolos de continuidade.

A Sociedade Cultural José Martí foi fundada em 20 de outubro de 1995, data que coincide com o Dia da Cultura Cubana. A Sociedade foi batizada em homenagem ao herói nacional de Cuba, José Martí. Muitas das suas obras são voltadas ao herói revolucionário. A SCJM foi fundada pelo Dr. Armando Hart Dávalos, o MInistro da Cultura e presidente honorário da instituição. Sua criação partiu da iniciativa de um grupo de intelectuais e personalidades como Cintio Vitier, Roberto Fernández Retamar, Eusebio Leal, Abel Prieto, Enrique Ubieta e Carlos Martí.

"Esta instituição apoiará a criação de filiais onde quer que haja um grupo de cubanos cujos corações estejam voltados para a Pátria e para o Herói Nacional. Seu objetivo é construir um vínculo de amor, esperança e união entre os cubanos, tanto no país quanto no exterior, que são inspirados pelas ideias do Maestro. A humanidade está chegando ao clímax de seus problemas, que têm origem nas denúncias feitas por Martí. Ele previu há um século que os Estados Unidos estavam tentando tomar Cuba e as Antilhas para invadir as terras da América e assim formar um império contra o qual o mundo teria que se unir. Esta é a profecia contida na mensagem do Apóstolo, e nós, cubanos, aprendemos que o mundo deve se unir contra esse poder para evitar que esse enorme problema se transforme em uma tragédia de proporções incalculáveis. Da mesma forma, a Sociedade Cultural solicitará a colaboração de pessoas de todas as nacionalidades em diferentes cantos do mundo que sintam que a mensagem de Martí é uma necessidade para enfrentar os desafios do século XXI. Interessa-me que todos os seguidores de Martí apoiem, integrem e desenvolvam esta nova instituição para gerar ideias em prol da plena dignidade do homem e da república moral que José Martí sonhou."— Dr. Armando Hart Dávalos, discurso de fundação.
A ideia de criar a Sociedade Cultural tornou-se uma obsessão para Armando a partir do início da década de 1990, pois estava convencido de que era necessário defender o pensamento original da Revolução Cubana. O país vivia em circunstâncias difíceis após o colapso do socialismo na Europa Oriental e na União Soviética, e o início do embaraçoso Período Especial de colapso econômico na ilha.
A ata fundacional da SCJM enfatiza que é um espaço para promover o pensamento da Nação e o ensino de José Martí. Nos estatutos aprovados na primeira Assembleia da SCJM, a organização é definida como uma entidade não-governamental, autônoma e sem fins lucrativos. Seu órgão de relações públicas é o Escritório do Programa Martí, tem status consultivo especial junto ao Conselho Econômico e Social das Nações Unidas (ECOSOC) e é membro do Conselho de Educação de Adultos da América Latina (CEAAL). A sede nacional está localizada na rua 17, nº 552, esq. D, Vedado, Praça da Revolução, em Havana, Cuba.

### Missão e visão
A Sociedade Cultural José Martí segue a ideologia oficial da República de Cuba onde José Martí e Fidel Castro são os dois ícones nacionais do povo cubano. Oficialmente, a Sociedade é uma organização inspirada em Martí e Fidel, comprometida com os valores éticos e a cultura humanística de José Martí e dos heróis cubanos. Desta forma, a sua missão é promover o estudo e a divulgação da obra de pensamento e ação de José Martí dentro e fora de Cuba; motivar, envolver e mobilizar diversos setores da população em torno das ideias e valores patrióticos e anti-imperialistas de Martí.

## Organização
A Sociedade é divida em clubes martianos espalhados por Cuba e pela América Latina, formando a sua organização de base e sendo estruturada de forma territorial ou de setor de acordo com os diversos ramos da cultura, educação, ciência e qualquer outro setor interessado nos objetivos da sociedade. Em 2018, a Sociedade tinha 14.877 membros ativos, os quais eram agrupados em 1.061 clubes martianos. Em 2020, eram 14.500 membros e 1.423 clubes. Possui filiais nas 15 províncias cubanas, com uma adicional no município especial Ilha da Juventude. Sua projeção é também internacional, com cerca de 80 clubes no exterior, incluindo Equador, Coreia do Sul, Portugal, Espanha, Guatemala, Palestina e Brasil.
A SCJM publica a revista Honda, cujo título foi inspirado no que o próprio José Martí disse quando declarou: “E minha funda é a de Davi”. Esta revista é publicada a cada quatro meses. A Sociedade também concede prêmios ao associados que se destaquem promovendo os seus ideais, tal como a integração da América Latina. Os prêmios são “La Utilidad de la Virtud”, “Honrar, honra” e “Periódico Patria”.

## Ideologia
Oficialmente, a SCJM promove valores como o patriotismo, solidariedade, respeito à diversidade, antirracismo e a defesa da paz, por meio do estudo da história nacional cubana. Seu foco são crianças, adolescentes e jovens. A Sociedade apoia o Movimento Juvenil Martiano e seu Seminário Nacional. Em Cuba, promove a celebração dos heróis nacionais e a linha ideológica do Partido Comunista de Cuba (PCC). Internacionalmente, a Sociedade promove os interesses ideológicos e as políticas de Cuba.
Um exemplo da influência ideológica da Sociedade além das fronteiras cubanas foi uma manifestação no Rio Grande do Sul, no Brasil. Em 2021, integrantes brasileiros da SCJM-RS fizeram uma manifestação simbólica em frente ao Consulado dos Estados Unidos, em Porto Alegre, onde entregaram uma carta endereçada ao presidente Joe Biden exigindo o fim do bloqueio econômico a Cuba. Os participantes não foram recebidos pelo cônsul, entregando a carta a um dos guardas da segurança. A manifestação contou com representantes do Partido dos Trabalhadores (PT), Central Única dos Trabalhadores (CUT) e do Partido Comunista do Brasil (PCdoB).

## Presidentes
| Nº | Nome                      | Mandato         | Detalhes                                   |
| -- | ------------------------- | --------------- | ------------------------------------------ |
| 1  | Dr. Armando Hart Dávalos  | 1997 – 2017     | MInistro da Cultura e presidente honorário |
| 2  | Abel Prieto Jimenez       | 2018 – 2019     |                                            |
| 3  | Dr. Eduardo Torres-Cuevas | 2019 – presente |                                            |